# پایگاه هوایی تنگاه
پایگاه هوایی تنگاه  (به انگلیسی: Tengah Air Base) یک فرودگاه نظامی با کد یاتا TGA است که یک باند فرود آسفالت دارد و طول باند آن ۶۸۸ متر است. این فرودگاه در کشور سنگاپور قرار دارد و در ارتفاع ۱۵ متری از سطح دریا واقع شده است.

## نگارخانه

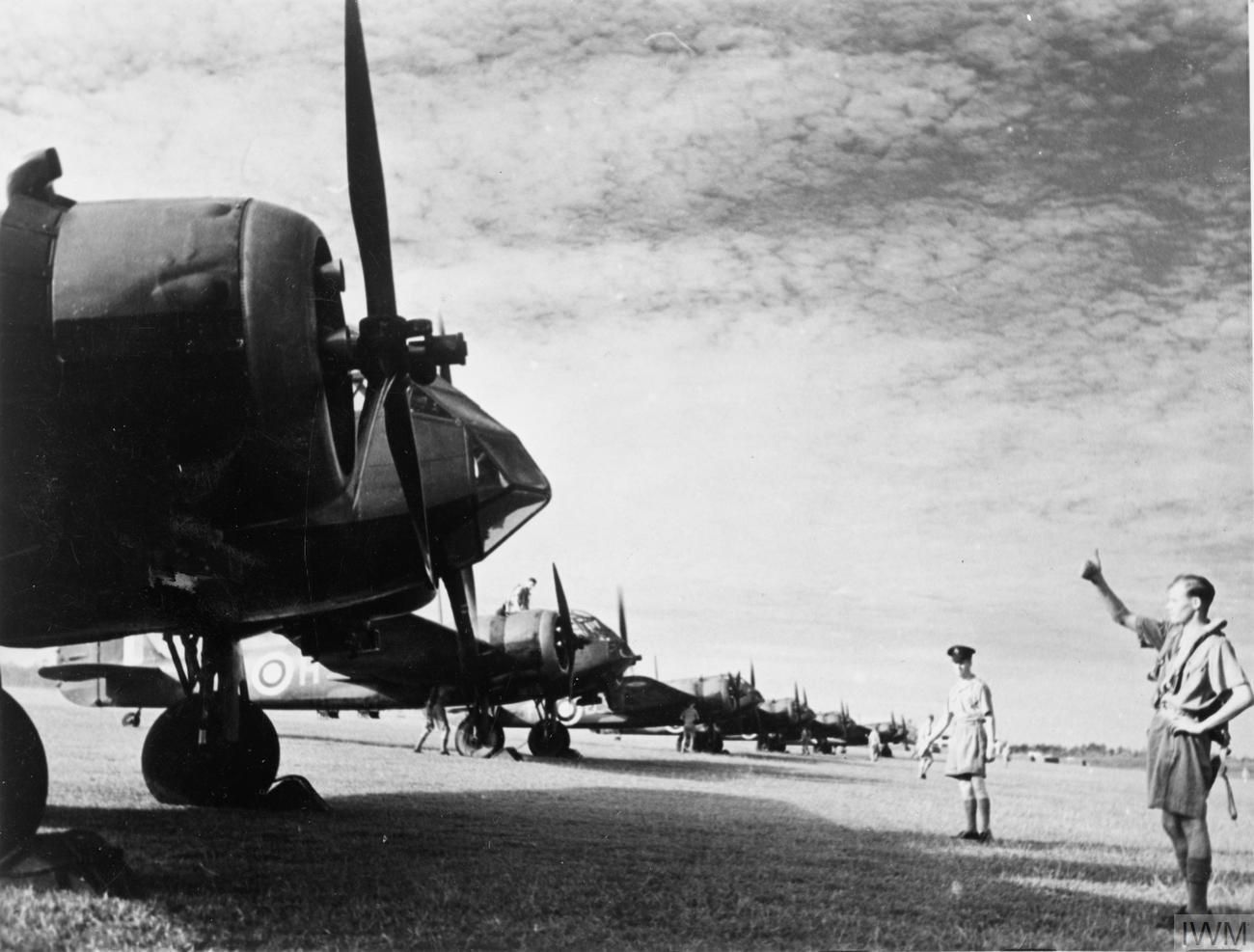
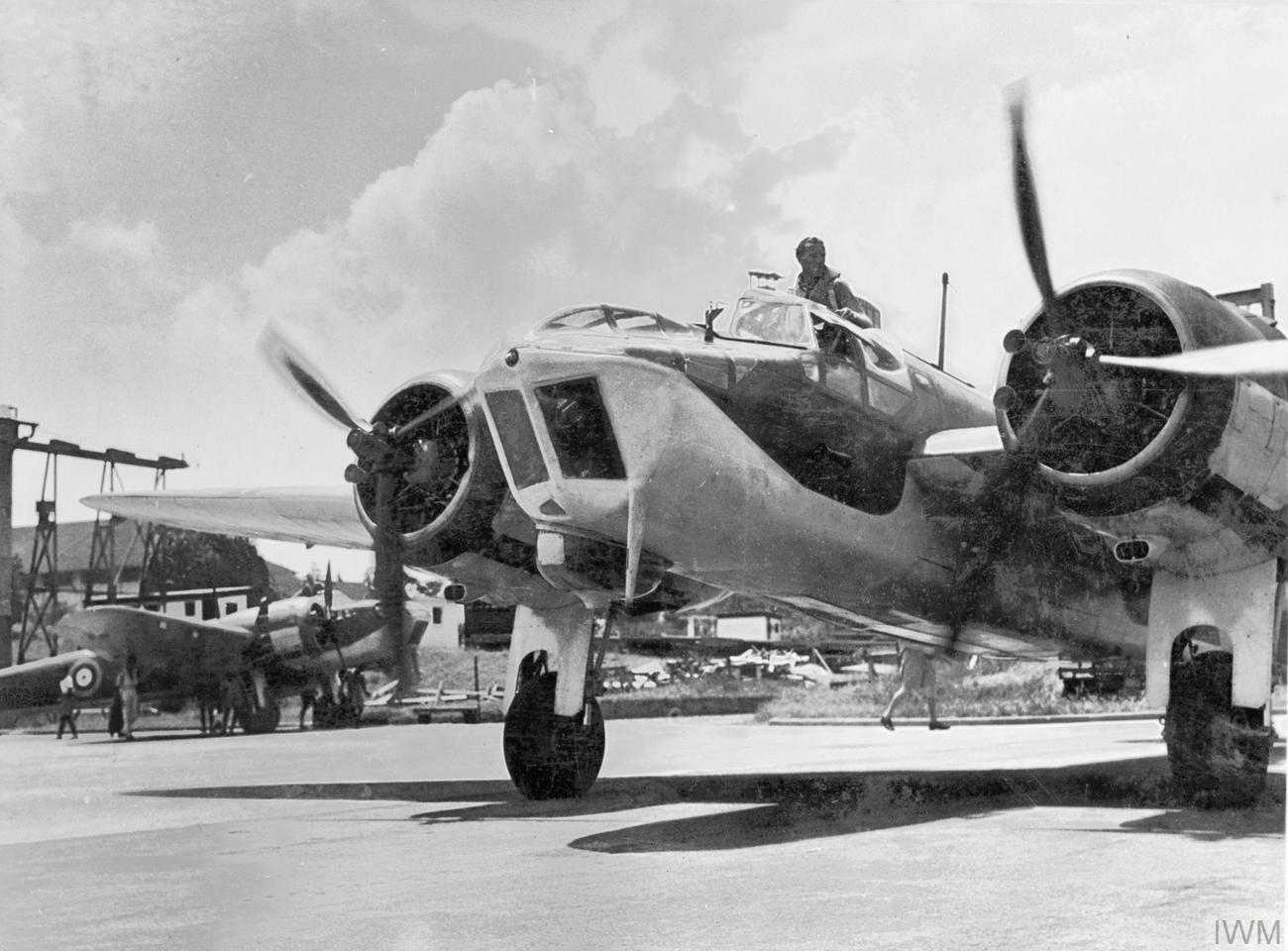
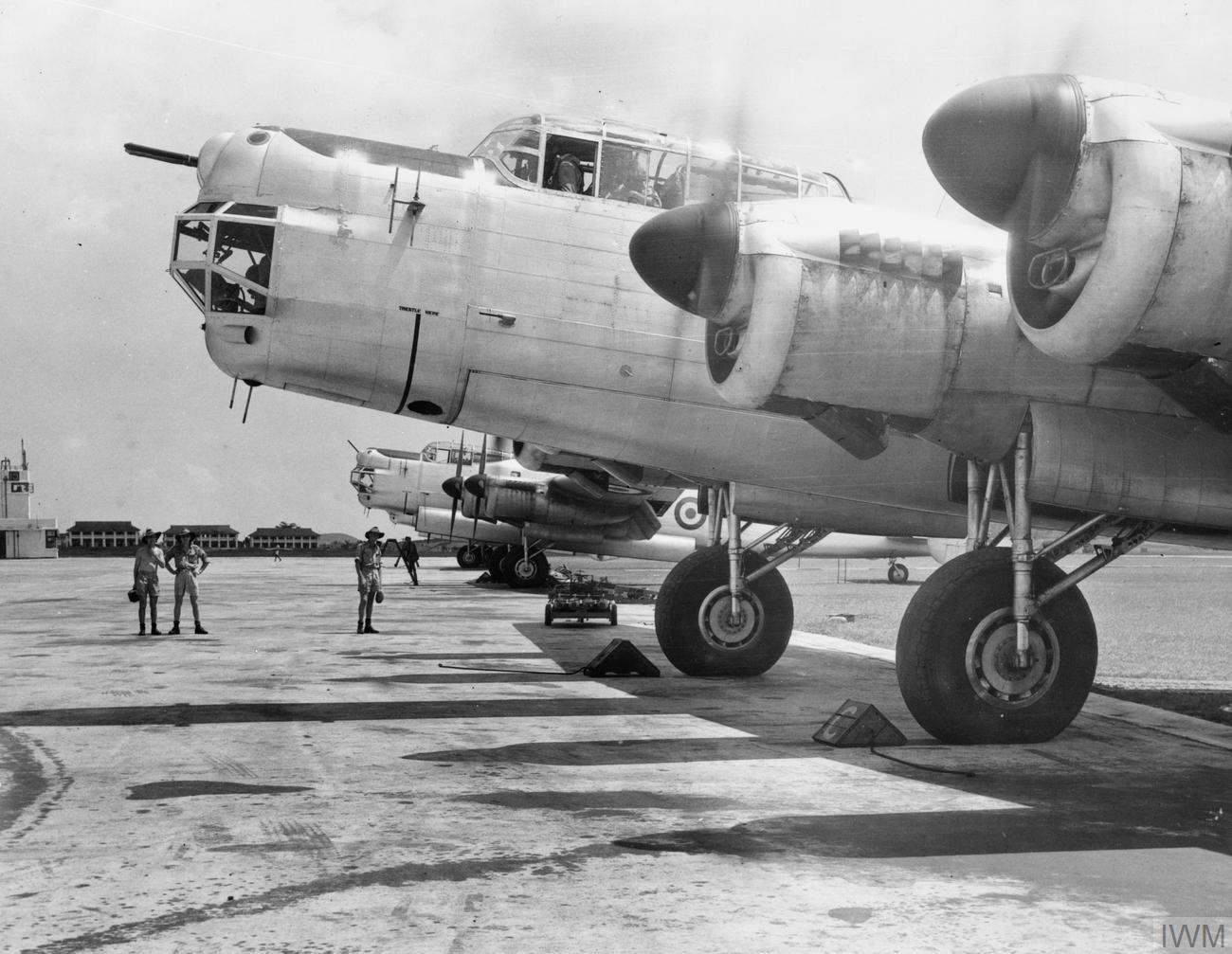
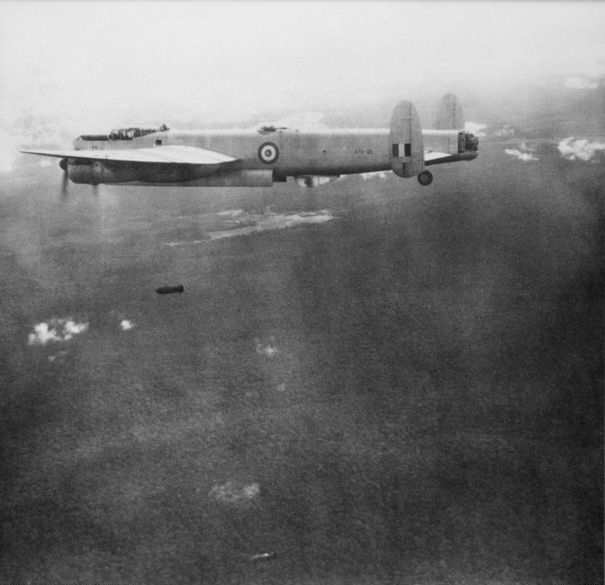
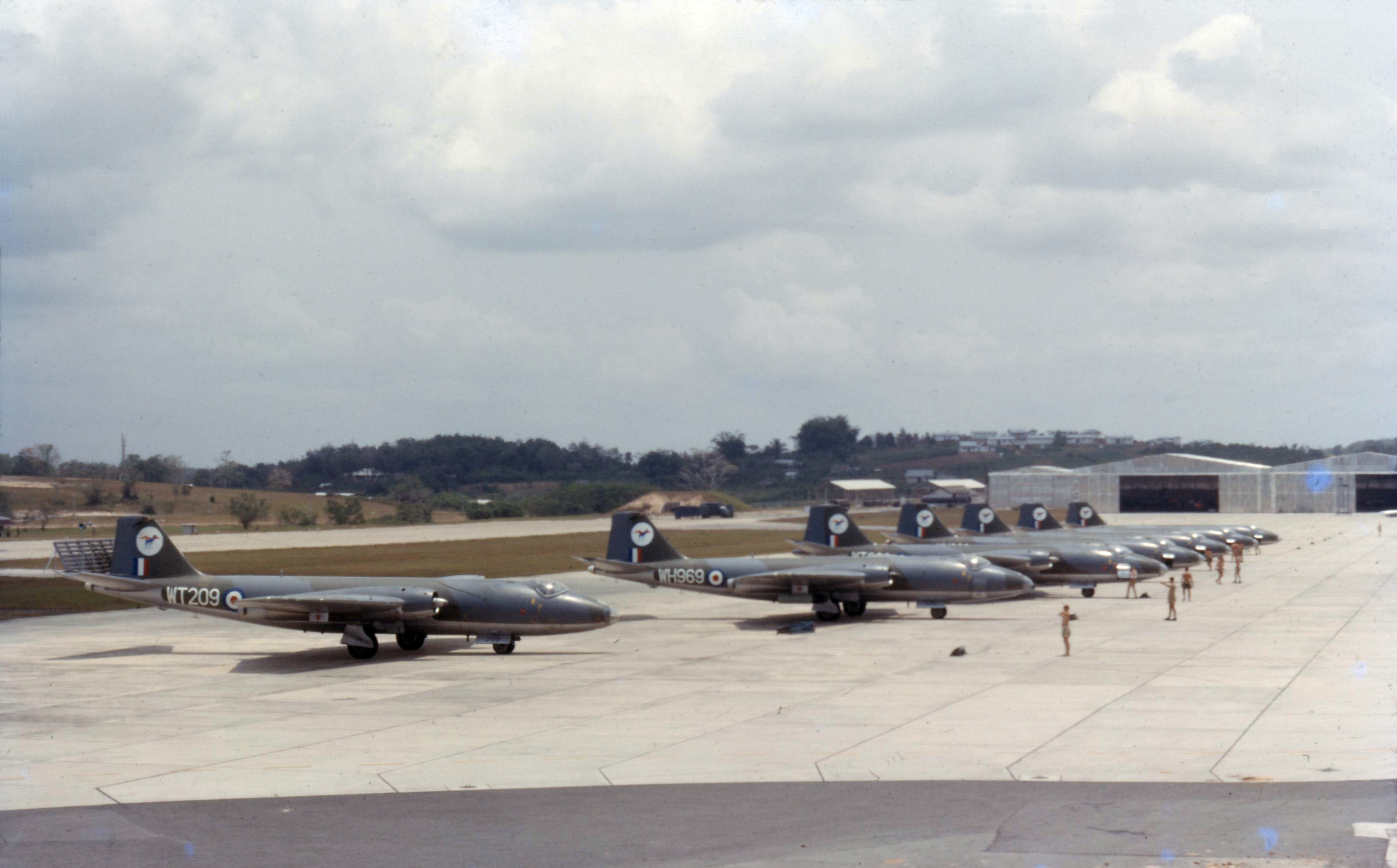
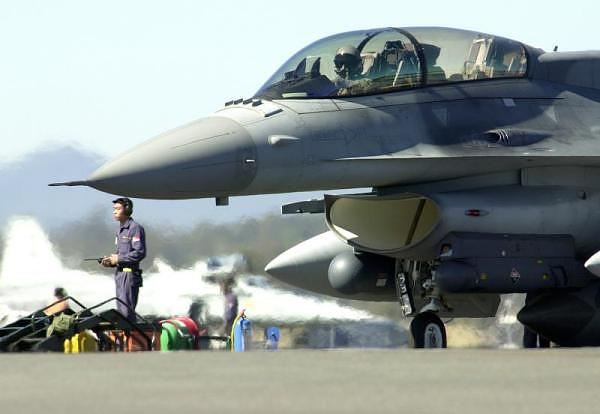
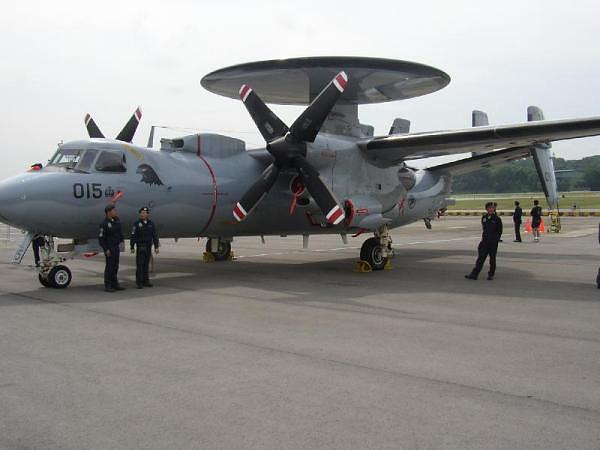